# GWD Minden
TSV GWD Minden (wcześniej Grün-Weiß Dankersen Minden; pełna nazwa: Turn- und Sportverein Grün-Weiß Dankersen-Minden e.V.) – niemiecki klub piłki ręcznej mężczyzn z siedzibą w Minden, Nadrenia Północna-Westfalia). Został założony w 1924 roku.

## Osiągnięcia
Mistrzostwa Niemiec
- (1971, 1977)

Puchar Niemiec
- (1975, 1976, 1979)

## Zawodnicy

### Polacy w klubie
| Imię i nazwisko | Lata gry  |
| --------------- | --------- |
| Damian Wleklak  | 2009-2011 |